# Tega Odele
Tega Peter Odele (Delta, 6 dicembre 1995) è un velocista nigeriano specializzato nei 200 metri piani.
Ha preso parte ai Giochi olimpici di Rio de Janeiro 2016.

## Palmarès
| Anno | Manifestazione               | Sede           | Evento      | Risultato | Prestazione | Note |
| ---- | ---------------------------- | -------------- | ----------- | --------- | ----------- | ---- |
| 2013 | Campionati africani juniores | Moka           | 200 m piani | 4º        | 21"69       |      |
| 2013 | Campionati africani juniores | Moka           | 4×100 m     | Oro       | 40"36       |      |
| 2014 | Mondiali juniores            | Eugene         | 200 m piani | Batteria  | dns         |      |
| 2014 | Mondiali juniores            | Eugene         | 4×100 m     | 5º        | 39"66       |      |
| 2015 | Universiadi                  | Gwangju        | 4×100 m     | Batteria  | 40"45       |      |
| 2015 | Mondiali                     | Pechino        | 200 m piani | Batteria  | 20"49       |      |
| 2015 | Giochi panafricani           | Brazzaville    | 200 m piani | Bronzo    | 20"58       |      |
| 2015 | Giochi panafricani           | Brazzaville    | 4×100 m     | Batteria  | 38"97       |      |
| 2016 | Giochi olimpici              | Rio de Janeiro | 200 m piani | Batteria  | 21"25       |      |